# Первомайський район (Іжевськ)
Первома́йський район — міський район міста Іжевськ, Удмуртія, Росія. Населення району становить 124 627 особи (2009, 126 806 в 2002). Утворений 7 лютого 1945 року. Площа району становить 49,5 км².
Район є промисловим. Тут розташовуються такі підприємства як Іжевський механічний завод, Іжнафтомаш, ЗАТ «Сактон», Іжевський хлібомакаронний комбінат, Іжевський хлібозавод №2 та інші.

## Склад
В районі містяться 49 садочків, 23 школи, лінгвістичний ліцей, 2 дитячі школи мистецтв, 5 бібліотек, музей Іжмашу, драматичний театр, цирк, кіноцентр, 6 лікарень, 3 дитячі лікарні та 2 стоматологічні, 3 республіканських лікарні.
Включає в себе такі мікрорайони:
- Ключевий
- Позим
- Радгосп Металург
- Люллі
- Медведово